# Jørgen Rantzau
Jørgen Rantzau (1652-1713) est un général danois qui servit d'abord sous les ordres du duc de Marlborough en 1691 au début de la guerre de succession d'Espagne. En 1701, il est promu chef de brigade et en 1705 major-général. Lors de la Bataille de Höchstädt (1704), il commandait le 4e régiment de chasseurs à cheval, puis à la bataille d'Audenarde en 1708, la cavalerie de l'avant-garde, sous les ordres de Cadogan : à ce poste, il joua un rôle important dans les premiers engagements de la bataille.
La coopération entre Rantzau, officier aguerri, et le jeune comte de Cadogan illustre la cohésion de l'armée multinationale de Marlborough. En 1709, le Danemark reprit la Grande guerre du Nord contre la Suède : Rantzau rentra au Danemark pour être affecté en tant que lieutenant-général à la campagne de Scanie sous les ordres du général von Reventlow. Le conflit culmina avec la Bataille d'Helsingborg (1710). Juste avant la bataille, von Reventlov fut pris d'un malaise et dut confier le commandement de l'armée danoise, forte de 14 000 hommes, à Rantzau. Il s'ensuivit une grave défaite qui conduisit à la disgrâce de Rantzau.  Il mourut trois ans plus tard à Lübeck.